# Liban na Letnich Igrzyskach Olimpijskich 1988
Liban na Letnich Igrzyskach Olimpijskich 1988 reprezentowało 21 zawodników (19 mężczyzn i 2 kobiety). Nie zdobyli oni żadnego medalu na tych igrzyskach. Był to dziesiąty start reprezentacji Libanu na letnich igrzyskach olimpijskich.